# Поля Бродмана

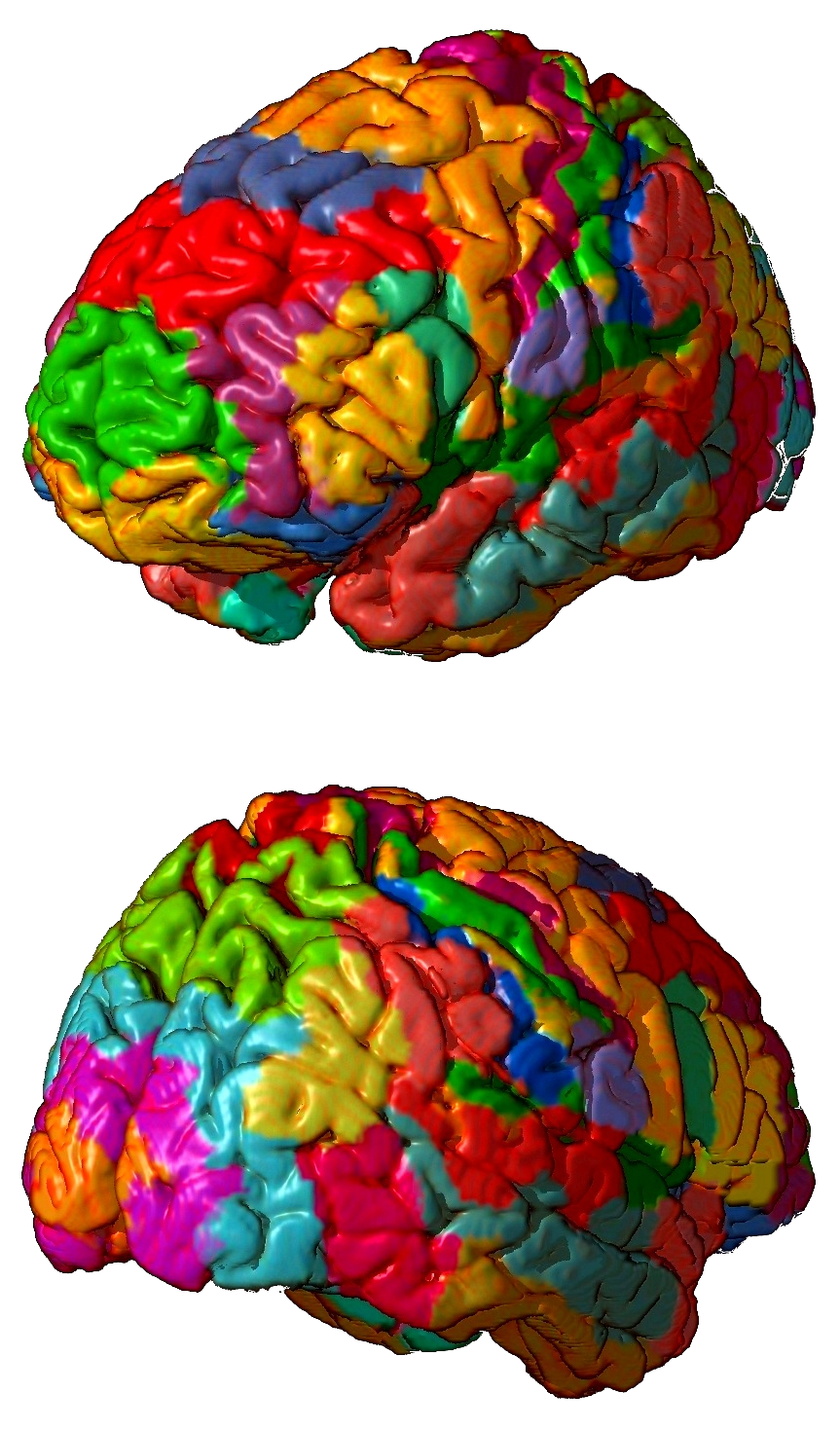
Поля Бродмана в 3D

Поля Бродмана (або зони Бродмана) — ділянки кори головного мозку, людини та інших приматів, визначені згідно з особливостями їхньої цитоархітектоніки, тобто, гістологічної структури та організації клітин.

## Історія

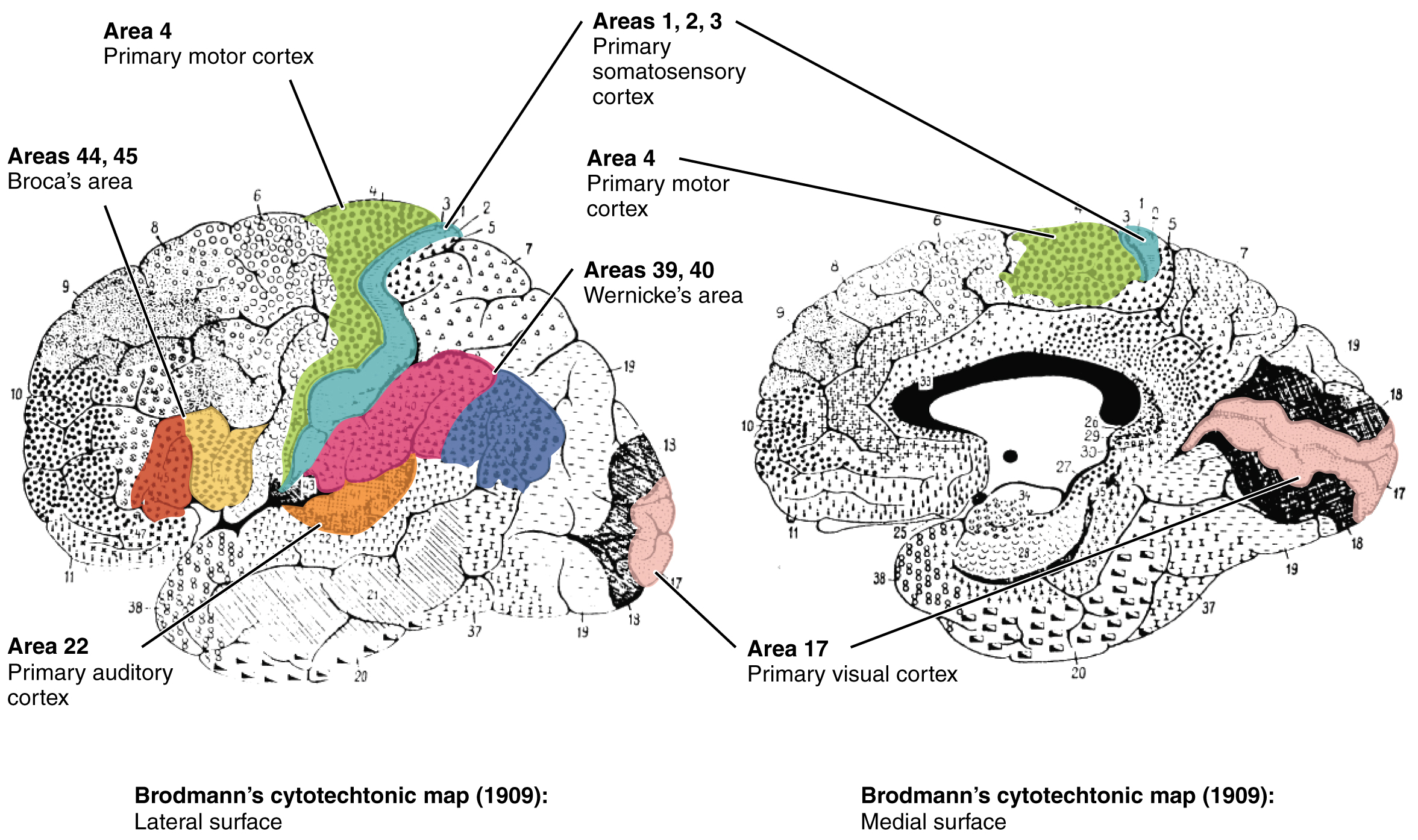
Деякі з важливих полів Бродмана. Де: Primary somatosensory cortex — первинна соматосенсорна кора Primary motor cortex — первинна моторна (рухова) кора; Wernicke's area — зона Верніке; Primary visual area — первинна зорова зона; Primary auditory cortex — первинна слухова кора; Broca's area — зона Брока.

Поля Бродмана були вперше визначені й пронумеровані німецьким анатомом Корбініаном Бродманом (нім. Korbinian Brodmann) на основі цитоархітектоніки нейронів, який він вивчав у корі головного мозку за допомогою фарбування клітин за Ніслем. Бродман опублікував свої карти областей кори головного мозку у людини, мавп та інших видів у 1909 році поряд з багатьма іншими висновками та спостереженнями щодо загальних типів клітин і структурної організації кори ссавців. Аналогічна, але більш докладна карта кори була опублікована Константином фон Економо і Георгом Н. Коскінасом (нім. Georg N. Koskinas) в 1925 році.

## Сучасне значення
Поля Бродмана активно й докладно обговорюються, дискутуються, уточнюються, і перейменуються протягом майже століття й залишаються найбільш широко відомими і часто цитованими структурами цитоархітектонічної організації кори головного мозку людини.
Багато з полів Бродмана, початково визначені суто за їхньою нейрональною організацією, пізніше були асоційовані відповідно до кореляції з різними корковими функціями. Наприклад, Поля 3, 1 & 2 — первинна соматосенсорна кора; поле 4 є первинною моторною корою; поле 17 є первинною зоровою корою, а поля поля 41 і 42 найбільше корелюють із первинною слуховою корою. Визначення відповідності процесів Вищої нервової діяльності до ділянок кори головного мозку й прив'язка до конкретних полів Бродмана здійснюється за допомогою нейрофізіологічних досліджень, функціональної магнітнорезонансної томографії та інших методик (так як це було, наприклад, зроблено з прив'язкою зон Брока мовлення й мови до полів Бродмана 44 і 45). Однак, за допомогою функціональної візуалізації можна тільки приблизно визначити локалізацію активації мозкових процесів у полях Бродмана. А для точного визначення їхніх меж в кожному окремому мозку потрібно гістологічне дослідження.

## Огляд
Різні частини кори головного мозку залучені до різних пізнавальних і поведінкових функцій. Відмінності можна виявити декількома шляхами:
1. досліджуючи симптоматику при локальних пошкодженнях конкретних зон;
2. фіксуючи регіональну активність та зв'язки з підкірковими структурами за допомогою методик функціональної візуалізації (типу Ф-МРТ);
3. вивчаючи регіональні відмінності клітинної архітектури мозку.

Вчені створили декілька карт кори головного мозку на основі відмінностей, які видно з допомогою мікроскопа. Але карти, створені Корбініаном Бродманом стали найбільш широко вживаними. Корбініан Бродман розділив кору на 51 різних полів і призначив кожному ряду (багато з цих полів були потім ще додатково подрібнені).

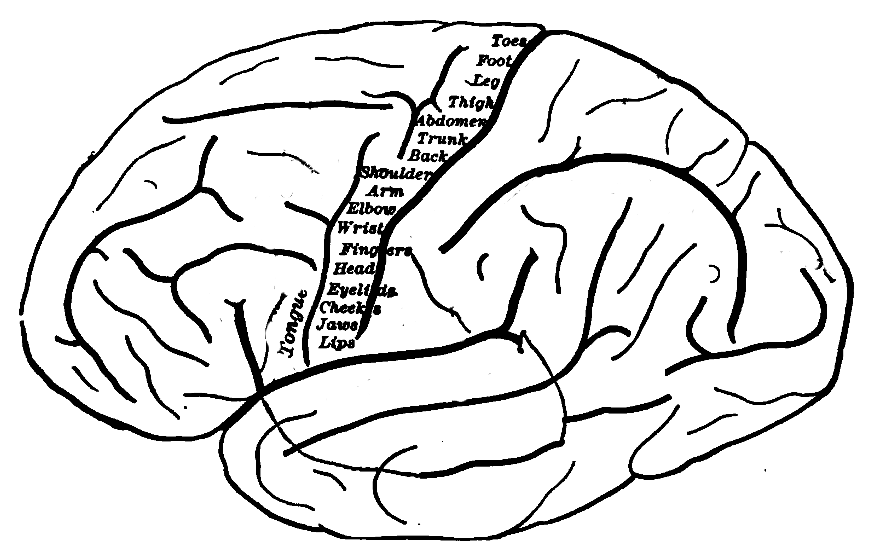
Топографічна карта первинної моторної кори, що ілюструє контроль певних кіркових зон над частинами тіла. Пальці ніг (toes), стопа (foot), нога (leg), стегно (thigh) живіт (abdomen) тулуб (trunk), спина (back), плече (shoulder), рука (arm), лікоть (elbow), зап'ястя (wrist), пальці (fingers), голова (head), повіки (eyelids), щоки 9cheeks), щелепи (jaws), губи (lips), язик (tongue).

Багато ділянок мозку, виділені Бродманом, мають свої власні складні внутрішні структури. У ряді випадків ділянки мозку описані в особливих топографічних картах, де видно як ближні ділянки кори відповідають за суміжні частини тіла. Простий приклад цього виду представництва первинної моторної кори є смужка тканини, що йде уздовж переднього краю центральної борозни.  Електрична стимуляція кори в будь-якій точці викликає м'язові скорочення у відповідній частині тіла. Це «соматотопічне» представництво, однак не розподілені рівномірно. Голова, наприклад, представлена регіоном приблизно втричі, більшим за зону для всієї спини й тулуба. Розмір зони корелює з точністю моторного контролю і сенсорної дискримінації («розділової здатності» відчуттів). Області губ, пальців і язика особливо великі, щодо пропорційного розміру представлених частин тіла.
У зорових областей, карти ретинотопічні, тобто відображають топографію сітківки, шар фоторецепторів у задній частині ока. І в цьому випадку представництво є нерівномірним: центральна ямка—область в центрі поля зору репрезентувана набагато більше за периферію. 
У слуховий області, карта переважно тонотопічна. Звуки обробляються в залежності від частоти (тобто високі й низькі тони) підкірковими слуховими ділянками, і це відображається в первинній слуховій зоні кори. Як і в випадку з візуальними, існує ряд тонотопічних кіркових карт, кожна з яких відображає обробку певних звуків відповідними ділянками.
У топографічній карті іноді можуть бути показані більш тонкі рівні просторової структури. В первинній зоровій корі, наприклад, де основна організація ретинотопічна і клітини, які реагують на переміщення й ті, які реагують на просторову орієнтацію, відокремлені один від одного.

## Поля Бродмана для людини та інших приматів
- Поля 3, 1 & 2 — Первинна соматосенсорна кора
- Поле 4 — Первинна моторна (рухова) кора
- Поле 5 — Соматосенсорна асоціативна кора
- Поле 6 — Премоторна кора й допоміжна моторна кора (або вторинна моторна кора)
- Поле 7 — Візуально-моторна кора
- Поле 8 — Містить фронтальні очні поля
- Поле 9 — префронтальна дорзолатеральна кора
- Поле 10 — Передня префронтальна кора (найбільш ростральна частина верхньої й середньої лобової звивин)
- Поле 11 — Орбітофронтальне поле (орбітальна та пряма звивини та частина ростральної ділянки верхньої лобової звивини)
- Поле 12 — Орбітофронтальне поле (колишня частина BA11, належить до ділянки між верхньою лобовою звивиною й нижньою ростральною борозною)
- Поле 13 і Поле 14 — належать до острівцевої кори
- Поле 15 — Передня частина скроневої частки, найближча до острівцевої кори й частина острівцевої кори, найближча до скроневої частки.
- Поле 16 — Частина острівцевої кори
- Поле 17 — Первинна зорова кора (V1)
- Поле 18 — Вторинна зорова кора (V2)
- Поле 19 — Асоціативна зорова кора (V3,V4,V5)
- Поле 20 — Нижня скронева звивина
- Поле 21 — Середня скронева звивина
- Поле 22 — Верхня скронева звивина, вважається, що її каудальна частина містить Область Верніке
- Поле 23 — Задньо-вентральна поясна кора
- Поле 24 — Передньо-вентральна поясна кора
- Поле 25 — Підколінна ділянка (англ. Subgenual area), частина вентромедіальної префронтальної кори[5]
- Поле 26 — Ектоспленіальна ділянка, частина ретроспленальної ділянки кори
- Поле 27 — Частина парагіпокампальної звивини
- Поле 28 — Вентральна енторінальна кора
- Поле 29 — Ретроспленальна поясна кора
- Поле 30 — Агранулярне ретролімбічне поле. Частина поясної кори
- Поле 31 — Задньо-дорзальна поясна кора
- Поле 32 — Передньо-дорзальна поясна кора
- Поле 33 — Частина передньої поясної кори
- Поле 34 — Дорзальна енторінальна кора (На парагіпокампальній звивині)
- Поле 35 — Перірінальна кора (в рінальній звивині)
- Поле 36 — Екторінальна кора, нині частина перірінальної кори (в рінальній звивині)
- Поле 37 — Веретеноподібна звивина
- Поле 38 — Темпорополярна ділянка (найбільш ростральна частина верхньої і середньої скроневої звивини)
- Поле 39 — Кутова звивина, деякі автори вважають, що вона містить область Верніке
- Поле 40 — Супрамаргінальна звивина. На думку деяких авторів, входить до ділянки Верніке
- Поля 41 і 42 — Слухова кора
- Поле 43 — Первинна смакова кора
- Поле 44 — частина нижньої лобової звивини. Кришечка (лат. Pars opercularis), входить у Центр Брока
- Поле 45 — Трикутна ділянка (лат. Pars triangularis), частина нижньої лобової звивини, входить у Broca's area
- Поле 46 — Дорзолатеральна префронтальна кора
- Поле 47 — частина нижньої лобової звивини, орбітальна ділянка (лат. Pars orbitalis)
- Поле 48 — Ретросубікулярна ділянка (лат. Pars Retrosubicularis, невелика частина медіальної поверхні скроневої частки біля основи гіпокампа)
- Поле 49 — Парасубікулярна ділянка  у миші, пацюка і приматів
- Поле 52 — Навколоострівцева ділянка (біля з'єднання скроневої частки й острівцевої кори)

(*) Поле зустрічається у приматів, але відсутнє у людини.
Деякі з оригінальних областей Бродмана були подрібнені, наприклад, «23А» і «23в».

## Критика
Коли фон Бонін і Бейлі побудували карту мозку для макаки, вони знайшли опис Бродмана неадекватним і написали: «Бродман (1907), дійсно, склав карту людського мозку, яка широко розповсюдилась, але, на жаль, дані, на яких воно базується, не були опубліковані». На противагу карті Бродмана вони використовували цитоархітектонічну схему Костянтина фон Економо і Георга Н. Коскінаса, опубліковану в 1925 р. яка мала «єдиний прийнятний докладний опис кори головного мозку людини».